# U-584
| U-584                      | U-584                                                          | U-584                                                          |
| -------------------------- | -------------------------------------------------------------- | -------------------------------------------------------------- |
|                            |                                                                |                                                                |
|                            |                                                                |                                                                |
|                            |                                                                |                                                                |
| Під прапором               | Третій рейх                                                    | Третій рейх                                                    |
| Спуск на воду              | 26 червня 1941 року                                            | 26 червня 1941 року                                            |
| Виведений зі складу флоту  | 31 жовтня 1943 року                                            | 31 жовтня 1943 року                                            |
| Сучасний статус            | затоплений                                                     | затоплений                                                     |
| Проєкт                     |                                                                |                                                                |
| Тип ПЧ                     | Торпедний ДПЧ                                                  | Торпедний ДПЧ                                                  |
| Основні характеристики     |                                                                |                                                                |
| Швидкість (надводна)       | 17,7 вузлів                                                    | 17,7 вузлів                                                    |
| Швидкість (підводна)       | 7,6 вузлів                                                     | 7,6 вузлів                                                     |
| Робоча глибина занурення   | 100 м                                                          | 100 м                                                          |
| Гранична глибина занурення | 220 м                                                          | 220 м                                                          |
| Екіпаж                     | 44 осіб                                                        | 44 осіб                                                        |
| Розміри                    |                                                                |                                                                |
| Довжина найбільша (по КВЛ) | 67,1 м                                                         | 67,1 м                                                         |
| Ширина корпусу найб.       | 6,2 м                                                          | 6,2 м                                                          |
| Висота                     | 9,6 м                                                          | 9,6 м                                                          |
| Середня осадка (по КВЛ)    | 4,70 м                                                         | 4,70 м                                                         |
| Водотоннажність надводна   | 769 т                                                          | 769 т                                                          |
| Озброєння                  |                                                                |                                                                |
| Артилерія                  | одна палубна гармата калібру 88-мм, одна 20-мм зенітна гармата | одна палубна гармата калібру 88-мм, одна 20-мм зенітна гармата |
| Торпедно- мінне озброєння  | 4 носових і один кормовий ТА. 14 торпед                        | 4 носових і один кормовий ТА. 14 торпед                        |

U-584 — німецький підводний човен типу VIIC, часів Другої світової війни.
Замовлення на будівництво човна було віддане 8 січня 1940 року. Човен був закладений на верфі суднобудівної компанії «Blohm + Voss» у Гамбурзі 1 жовтня 1940 року під заводським номером 560, спущений на воду 26 червня 1941 року, 21 серпня 1941 року увійшов до складу 5-ї флотилії.
Човен зробив 10 бойових походів, в яких потопив 4 (загальна водотоннажність 18 478 брт + 206 т), у тому числі 1 військовий корабель (206 т).
Потоплений 31 жовтня 1943 року у Північній Атлантиці північніше Азорських островів (49°14′ пн. ш. 31°55′ зх. д. / 49.233° пн. ш. 31.917° зх. д.)торпедами трьох бомбардувальників «Евенджер» з ескортного авіаносця ВМС США «Кард». Всі 53 члени екіпажу загинули.

## Командири
- Капітан-лейтенант Йоахім Деке (21 серпня 1941 — 20 грудня 1942)
- Оберлейтенант-цур-зее Курт Нельке (20 грудня 1942 — 11 лютого 1943)
- Капітан-лейтенант Йоахім Деке (12 лютого — 31 жовтня 1943)

## Потоплені та пошкоджені кораблі[3]
| Назва        | Тип             | Належність      | Дата            | Тоннаж (БРТ) | Вантаж                              | Статус     | Місце                                                       |
| М-175        | підводний човен | СРСР            | 10 січня 1942   | 206          |                                     | потоплений | 70°09′ пн. ш. 32°50′ сх. д. / 70.150° пн. ш. 32.833° сх. д. |
| Empire Oil   | танкер          | Велика Британія | 11 вересня 1942 | 8 029        | Баласт                              | потоплено  | 51°23′ пн. ш. 28°13′ зх. д. / 51.383° пн. ш. 28.217° зх. д. |
| Hindanger    | вантажне судно  | Норвегія        | 11 вересня 1942 | 4 884        | Баласт                              | потоплено  | 49°32′ пн. ш. 32°21′ зх. д. / 49.533° пн. ш. 32.350° зх. д. |
| West Madaket | вантажне судно  | США             | 5 травня 1943   | 5 565        | 100 т піску та 75 т водного баласту | потоплено  | 54°47′ пн. ш. 44°12′ зх. д. / 54.783° пн. ш. 44.200° зх. д. |